# هبهب
هبهب (به عربی: هبهب) یک روستا در عراق است که در استان دیاله در شمال عراق و در ۸ کیلومتری (شمال غربی  بعقوبه) واقع شده‌است. جمعیت این روستا را عمدتاً مردم عرب سنی مذهب تشکیل می‌دهد.